# ユニバーサル・ソルジャー/ザ・リターン
『ユニバーサル・ソルジャー/ザ・リターン』（原題：Universal Soldier: The Return）は、1999年のアメリカ映画。

## 概要
1992年のヒット作『ユニバーサル・ソルジャー』と同様ジャン＝クロード・ヴァン・ダム主演作で当時は前作の正当な続編として制作されたが、内容は批評家からは酷評され、興業的にも失敗作となった。 そのため、現在ではストーリーの時系列から外され番外編として扱われている。第3作目の『ユニバーサル・ソルジャー:リジェネレーション』が前作の正当な続編となる。

## ストーリー
ベトナムで戦死し、後に初期型ユニソルとして改造されてよみがえったリュック・デュブローは、アンドリュー・スコットとの死闘の後、コトナー博士らの協力で元の人間に戻り、新たなユニソルの開発に関わっていた。ある日、軍事予算削減のためにユニソルの開発の打ち切りをラドフォード将軍に言い渡される。それを察知した研究所のコンピュータ「S.E.T.H.」が暴走し、ユニソルを操作し研究所を占拠する。

## スタッフ
- 監督：ミック・ロジャース
- 製作：クレイグ・ボームガーテン、アレン・シャピロ、ジャン＝クロード・ヴァン・ダム
- 製作総指揮：マイケル・ラックミル、ダニエル・メルニック
- 脚本：ウィリアム・マローン、ジョン・ファサーノ
- 撮影：マイケル・A・ベンソン
- 音楽：ドン・デイヴィス
- 編集：ペック・プライアー
- 美術：デヴィッド・チャップマン
- 衣装：ジェニファー・L・ブライアン

## キャスト
| 役名                   | 俳優                           | 日本語吹替 |
| ---------------------- | ------------------------------ | ---------- |
| リュック・デュブロー   | ジャン＝クロード・ヴァン・ダム | 大塚芳忠   |
| セス                   | マイケル・ジェイ・ホワイト     | 菅原正志   |
| エリン                 | ハイジ・シャンツ               | 増子倭文江 |
| ディラン・コトナー博士 | サンダー・バークレー           | 仲野裕     |
| ブラックバーン大尉     | ジャスティン・ラザード         | 遠藤純一   |
| マギー                 | キアナ・トム                   | 高乃麗     |
| ロメロ                 | ビル・ゴールドバーグ           | 荒川太郎   |
| ラドフォード将軍       | ダニエル・フォン・バーゲン     | 塚田正昭   |
| モロー軍曹             | ジェームズ・ブラック           | 伊藤栄次   |
| ヒラリー・デュブロー   | カリス・ペイジ・ブライアント   | 小島幸子   |
| イカ男                 | ブレント・ヒンクリー           | 上田祐司   |
| ベティー・ウィルソン   | ジャクリーン・クライン         | 麻生まどか |
| キティー・アンダロン   | マリア・アリタ                 | 棚田恵美子 |
| 医師                   | サム・ウィリアムソン           | 加瀬康之   |
| ニューハーフ           | ポール・ヘックマン             | 小形満     |
| 技術者                 | コリン・スケルトン             | 乃村健次   |
| ストリッパー1          | ハイジ・フランツ               | 米倉紀之子 |